# Classroom☆Crisis
《Classroom☆Crisis》(일본어: クラスルーム☆クライシス)는 Lay-duce에서 제작한 일본의 오리지널 애니메이션이다. 2015년 7월에 방영이 시작되어 일본에서는 TBS, 대한민국에서는 애니플러스가 판권을 구입해 방영하고 있다.